# Filmografia Hannah Harper
Internet Adult Film Database wymienia 267 tytułów, w których wystąpiła Hannah Harper, ale 113 z nich to kompilacje scen z innych filmów. IMDb wymienia 142 tytuły, w których występowała jako aktorka. Pięć filmów wyreżyserowała.

## Wybrana filmografia (aktorka)
| Rok wydania | Tytuł (inne wersje tytułu)                                                              | Studio                         | Uwagi | Źródła            |      |                |                      |                                        |       |
| ----------- | --------------------------------------------------------------------------------------- | ------------------------------ | --- | ----------------- | ---- | -------------- | -------------------- | -------------------------------------- | ----- |
| Rok wydania | Tytuł (inne wersje tytułu)                                                              | Studio                         | Uwagi | Źródła            | 2001 | Anal Addicts 4 | Northstar Associates | scena 1, seks analny, wytrysk na twarz | [ 3 ] |
| 2001        | Ben Dover's End Games                                                                   | VCA                            | DVD, scena 3 (31 min): fellatio, seks analny, wytrysk na twarz, snowballing, A2M | [ 4 ] [ 5 ]       |      |                |                      |                                        |       |
| 2002        | Teenland 3: Beauty Queen (Pussyman's Teen Land 3) (Pussyman's Teenland 3: Beauty Queen) | Feline Films                   | scena 6, Fucking Blonde In The Ass (15 min): seks analny, wytrysk na twarz | [ 6 ] [ 7 ] [ 8 ] |      |                |                      |                                        |       |
| 2002        | Hannah Harper AKA Filthy Whore                                                          | Xtraordinary Pictures          | kompilacja: scena 1, Sexy Blonde Hannah Harper Loves to Get Fucked (15 min): fellatio, cunnilingus, seks dopochwowy, seks analny, wytrysk na twarz; scena 2, Hottie Hannah Harper Sucks and Fucks (12 min): fellatio, cunnilingus, seks dopochwowy, seks analny, anal creampie; scena 3, Sexy Chicks Share a Dick (12 min): fellatio, seks dopochwowy, seks analny, podwójna penetracja, wytrysk na twarz; scena 4, Big Boobed Blonde Gets Her Pussy Pounded (12 min): fellatio, cunnilingus, seks dopochwowy, wytrysk na twarz; scena 5, Big Boobed Blonde Gets on His Hard Cock (14 min): fellatio, cunnilingus, seks dopochwowy, wytrysk na piersi | [ 9 ] [ 10 ]      |      |                |                      |                                        |       |
| 2006        | Dementia 4                                                                              | Sin City                       | seks analny, wytrysk na twarz, snowballing, połykanie spermy, A2M; scena 3 (21 min): fellatio, seks dopochwowy, seks analny, felching, snowballing; scena 4 (4 min): wytrysk na twarz; scena 5 (35 min); domina scena 6 (37 min): cunnilingus, seks analny | [ 11 ] [ 12 ]     |      |                |                      |                                        |       |
| 2014        | Backdoor Blonde                                                                         | New Climax (Climax Production) | scena 1 (23 min): palcówka pochwy (przez partnera), anilingus (przez partnera), fellatio, seks analny, wytrysk na twarz; scena 5 (22 min): fellatio, seks dopochwowy, seks analny, wytrysk na twarz | [ 13 ] [ 14 ]     |      |                |                      |                                        |       |
| 2015        | My Wife Gets DPed                                                                       | Anal Fucking Whores            | sceny 3–6 | [ 15 ]            |      |                |                      |                                        |       |

## Filmografia (reżyseria)
| Rok wydania | Tytuł         | Studio   | Dystrybutor | Uwagi                                                                                       | Źródła |
| 2004        | Dream Teens 1 | Sin City | Sin City    | DVD, 96 min; także aktorka, scena 5: seks analny, wytrysk na twarz, bez uwłosienia łonowego | [ 16 ] |
| 2005        | Dream Teens 2 | Sin City | Sin City    | DVD, 87 min; także aktorka, scena 5: wytrysk na twarz                                       | [ 17 ] |
| 2005        | Dream Teens 3 | Sin City | Sin City    | DVD, 100 min także aktorka, scena 1: seks analny, wytrysk na twarz                          | [ 18 ] |
| 2005        | Dream Teens 4 | Sin City | Sin City    | DVD, 102 min                                                                                | [ 19 ] |
| 2006        | Dream Teens 5 | Sin City | Sin City    | DVD, 139 min także aktorka, scena 3: seks analny                                            | [ 20 ] |